# Reformatorio

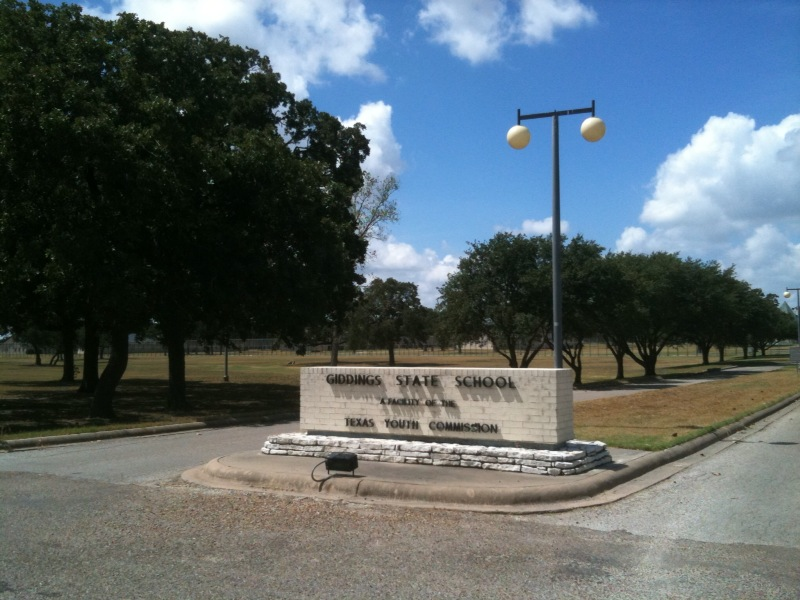
La Escuela Estatal de Giddings, un reformatorio del Departamento de Justicia Juvenil de Texas, en un área no incorporada en el Condado de Lee, Texas, Estados Unidos

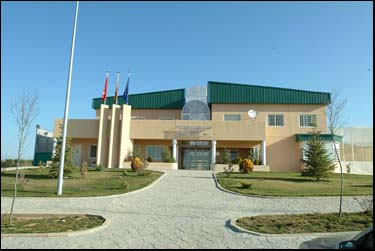
Centro de menores en la Comunidad de Madrid (España).

Un reformatorio o centro de internamiento de menores es un establecimiento correccional donde se intenta rehabilitar y educar a menores de edad que han cometido algún delito, y donde habitan por el tiempo que se haya dictado. Se trata de una reclusión con fines de educación de la conducta, de reinserción social, y de prevención del delito. Los reformatorios reciben también otros nombres, como centros de menores, centros de reforma, centros de reinserción, o correccionales de menores.
Estos centros son distintos de los centros de acogida de menores, que están dirigidos a menores de edad sin antecedentes delictivos que están en situación de orfandad y/o desprotección social. 
En los reformatorios se ofrecen programas de educación y capacitación vocacional diseñados para equipar a los jóvenes infractores con habilidades educativas y laborales.

## Antecedentes históricos en España
El tratamiento de los menores desviados en España, siguió por la doble vía del hospicio para los huérfanos, vagos y vagabundos y de la cárcel para los infractores de la ley penal. Para estos últimos los sucesivos códigos penales fueron restringiendo la aplicación de la ley penal común.
Uno de los más importantes hospicios o casas de misericordia fue la institución conocida como "Los Toribios", creada por Fray Toribio de Velasco en Sevilla en 1724. Se trataba de una más de las instituciones creadas para imponer a los menores delincuentes el código moral que la naciente sociedad burguesa aspiraba a aplicar a toda la sociedad.
En el Código Penal de 1822 se declaraba inimputables (exentos de responsabilidad) a los menores de 7 años. Los mayores de 7 años y menores de 17, se examinaba si habían obrado con discernimiento o malicia y si no se le encontraba culpable era entregado a sus padres para que le corrijan, o en su defecto entregado a una casa para su cuidado o corrección. Los mayores de 7 años que a juicio del Tribunal
hubieren obrado con discernimiento o malicia, sufrían la pena de cárcel igual que los adultos. En 1834 se ordenó la separación de los menores de 17 años, del resto de presidiarios adultos.
El Código Penal de 1848 declaró exento de responsabilidad al menor de 9 años, y también al mayor de 9 y menor de 15, a no ser que hubiera obrado con discernimiento. El Código Penal de 1928 acabó con el sistema del discernimiento y elevó a 16 años el límite de la imputabilidad. Estas regulaciones se han mantenido hasta la época reciente.
Ya en 1880 se fundó en Barcelona el Patronato de Nuestra Señora de las Mercedes para la redención de niñas y niños presos, que posteriormente en 1889 pasó a llamarse Patronato de Niños y Adolescentes abandonados y presos, y después a partir de 1890, bajo la presidencia de D. Ramón Albó, cobró un gran auge con la creación de la Escuela de Reforma "Toribio Durán", dedicada a albergar a los
llamados Trinxeraires (vagabundos). Además existió una escuela industrial dedicada a acoger a jóvenes delincuentes (entre 15 y 23 años) condenados a penas de presidio y presión correccionales, y se adiestraba en tareas fabriles y agrícolas.
La iniciativa de esta y otras instituciones, como la de D. Avelino Montero Ríos, fiscal del Tribunal Supremo, y de D. Gabriel Mª de Ybarra, abrieron el camino a la Ley de Bases sobre organización y atribuciones de Tribunales para niños de 1918.

## Agencias de correcciones para niños

### En Estados Unidos
- Departamento de Correcciones y Rehabilitación de California
- Departamento de Corrección y Rehabilitación de Puerto Rico
- Departamento de Justicia Juvenil de Texas
  - Antigua agencia de Texas: Comisión Juvenil de Texas
- Correccional Juvenil de Oregón
- Departamento de Correcciones Juveniles de Arizona
- Departamento de Servicios Humanos de Arkansas
- Departamento de Niños, Juventud y Familias de Nuevo México
- Departamento de Servicios Humanos de Misisipi
- Oficina de Servicios para Niños y Familias del Estado de Nueva York